# Peterssteg (Leipzig)

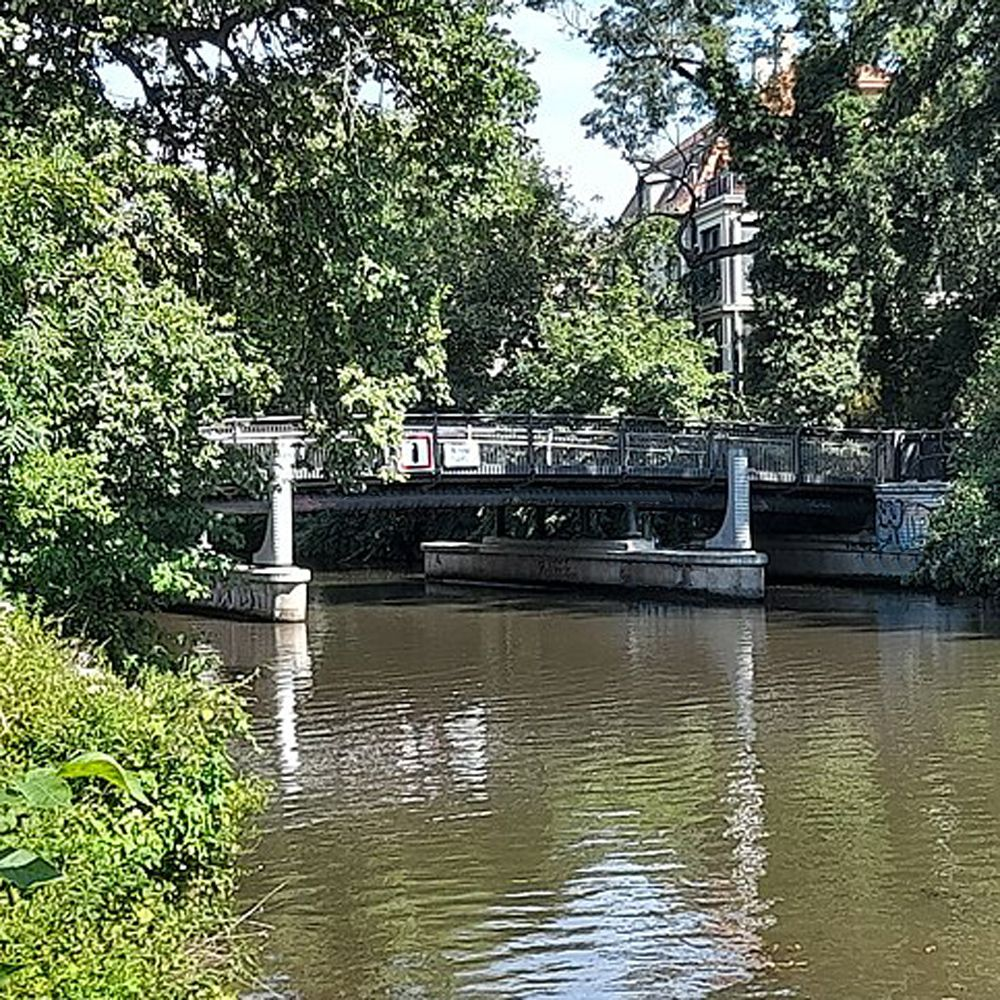
Der Peterssteg von Westen (2023)

Der Peterssteg ist eine Fußgänger- und Radfahrerbrücke über den Elstermühlgraben in Leipzig. Sie ist benannt nach dem ehemaligen Leipziger Stadtbaurat und Chef der städtischen Tiefbauverwaltung Fritz Peters (1865–1932).

## Lage und Gestalt
Der Peterssteg verbindet im Ortsteil Zentrum-West die Käthe-Kollwitz-Straße mit der Straße Am Elsterwehr und führt in der nördlichen Fortsetzung auf den Radweg entlang des Elsterbeckens. Der Peterssteg ist die erste Brücke über den Elstermühlgraben nach seinem Abzweig vom Elsterflutbett vor dem Palmengartenwehr, die dem Peterssteg folgende ist die Heilige Brücke. Über den Peterssteg verläuft der Elster-Radweg.
Der Peterssteg ist eine leicht gewölbte Stahlbogenbrücke von etwa 24 Meter Länge und 9 Meter Breite. Hauptträger sind vier gebogene Stahlrohre. Außer den Uferauflagen besitzt die Brücke zwei Stützen auf länglichen Betonsockeln im Fluss, die eine mittlere Durchfahrt von neun Metern Breite freigeben. Auf beiden Seiten der Brücke kragt das Fundament nach Westen aus und bildet eine kleine Plattform, auf der eine Sitzbank steht. Das Brückengeländer besteht aus senkrechten Eisenstäben.

## Geschichte

Zustand 2015
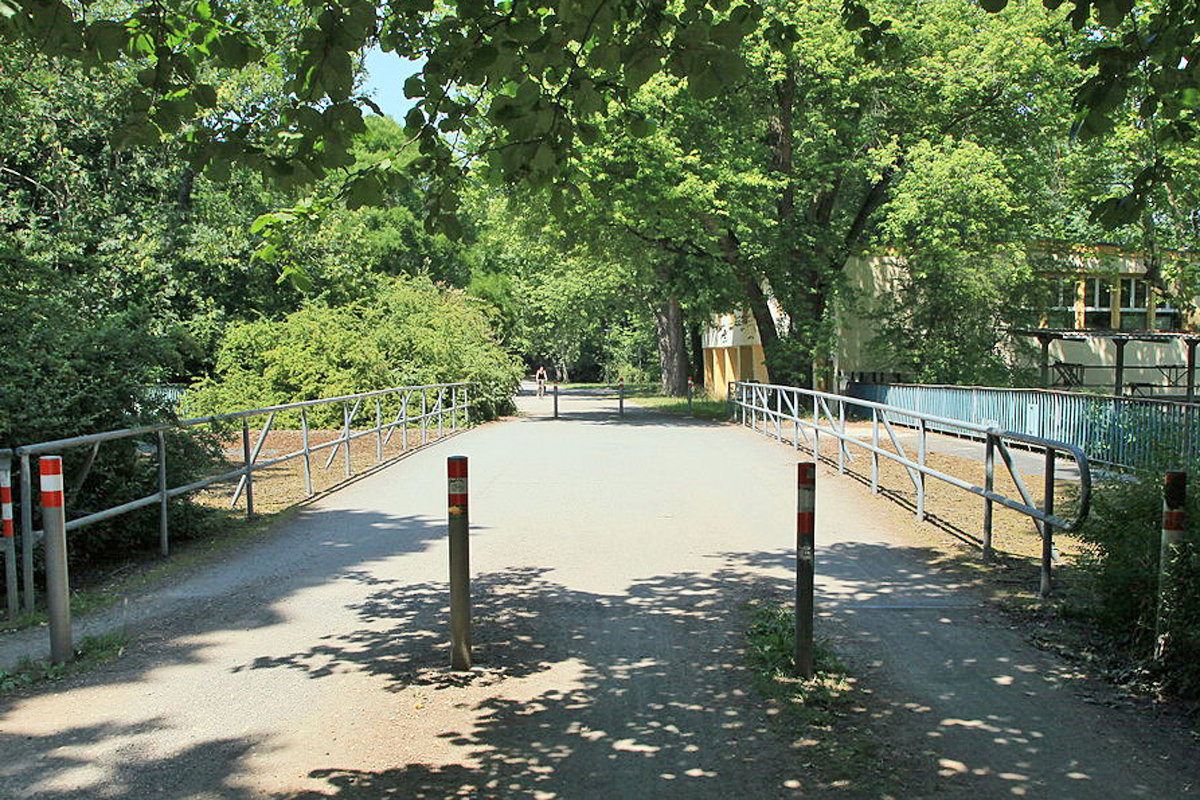
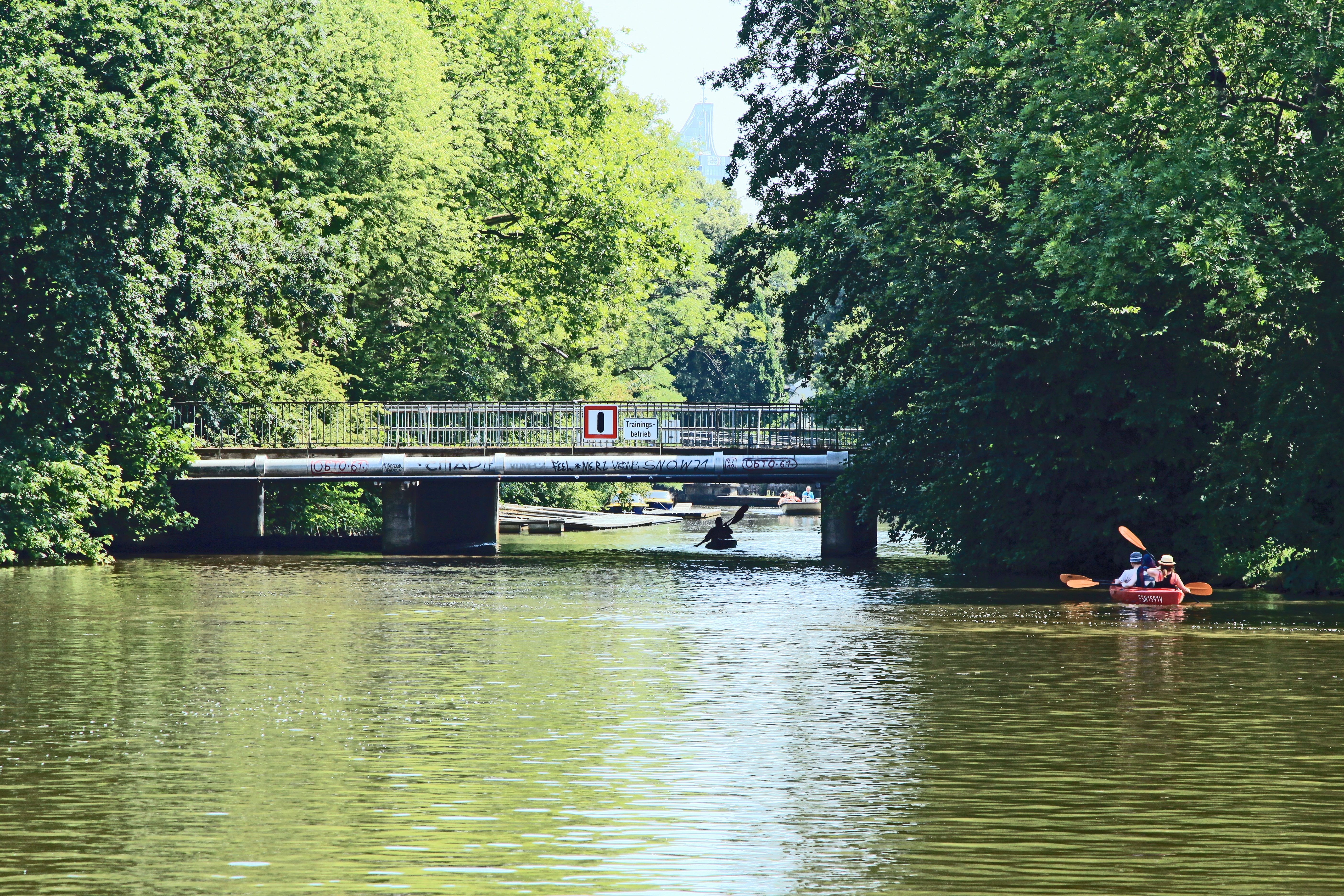

Die Brücke wurde um 1927 in der Absicht errichtet, die Bismarckstraße (heute Ferdinand-Lassalle-Straße) über die Plagwitzer Straße (heute Käthe-Kollwitz-Straße) hinaus als Zeppelinstraße zu verlängern. Deshalb war sie als ebene, relativ breite Betonbrücke ausgeführt. 1933 wurde sie nach Fritz Peters benannt, der im Vorjahr verstorben war.
Zu Beginn der 2000er Jahre war die Brücke hochgradig verschlissen, sodass zunächst die nutzbare Breite eingeschränkt werden musste. Bereits für 2009 war ein Neubau vorgesehen. Jedoch erst 2016 erfolgte die Ausschreibung. 2017 begann der Neubau, für dessen Dauer eine Behelfsbrücke errichtet wurde. Im August 2018 konnte der neue Peterssteg übergeben werden.